# Petr Urbánek (politik)
Petr Urbánek (* 15. září 1968 Litoměřice) je český politik a manažer, od roku 2014 zastupitel města Litoměřice, v letech 2016 až 2020 zastupitel Ústeckého kraje, člen hnutí ANO 2011.

## Život
V letech 1983 až 1987 vystudoval Gymnázium Litoměřice a následně v letech 1989 až 1995 Vysokou školu ekonomickou v Praze (získal titul Ing.).
Mezi roky 1988 až 1996 byl zaměstnancem ústecké akciové společnosti Spolek pro chemickou a hutní výrobu (zkráceně Spolchemie). Od roku 1996 začal pracovat v mezinárodní společnosti Lafarge – nejdříve byl manažerem projektů a finančním ředitelem cementárny v Čížkovicích na Litoměřicku (1996 až 2002), posléze řídil pobočku společnosti v nigerijském hlavním městě Abuja (2002 až 2004), byl regionálním finančním kontrolorem pro Afriku se sídlem v Paříži (2004 až 2008), výkonným ředitelem pobočky v nigerijském městě Ashaka (2008 až 2010) a konečně generálním ředitelem pobočky v iráckém městě Karbalá (2010 až 2013). V roce 2013 společnost Lafarge opustil a začal se věnovat investičnímu poradenství.
Petr Urbánek je ženatý a má čtyři děti, žije ve městě Litoměřice (konkrétně v městské části Litoměřice-Město).

## Politické působení
V roce 2014 vstoupil do hnutí ANO 2011 a stal se předsedou Místního organizace ANO 2011 v Litoměřicích. Za toto hnutí byl ve volbách v roce 2014 zvolen zastupitelem města Litoměřice, a to z pozice lídra kandidátky.
V krajských volbách v roce 2016 byl lídrem kandidátky hnutí ANO 2011 v Ústeckém kraji a byl zvolen zastupitelem. Ve volbách v roce 2020 však již nekandidoval.